# スラット・シェイミング
スラット・シェイミング (英語: slut-shaming) は、宗教右派などを含む保守的な価値観から、セクシュアリティに関して社会的に期待される規範的な行動や外見に背いていると考えられる人たち、特に女性と若年の女性に対して、非難し罰する行為である。性的な事柄などでトラブルや問題に巻き込まれた者に対し原因が被害者側にあるかのように「○○だったからそんな事態にあったのではないか」とデリカシーなく投げつけられる侮辱的な言葉が「スラット」（差別語、恥じらいのないあばずれの意味）とされる。当事者はそのような言葉のイメージを被せられ、二重に堪える。この用語は、無分別な性的行動を非難されるゲイの男性に関連して使われることもある。スラット・シェイミングが異性愛の男性に対して行われることはほぼない。
スラット・シェイミングの標的となって非難される、もしくは処罰を受ける例としては、性的に露骨な服装をし規範を逸脱すること、避妊の権利を求めること、婚前交渉、行きずりのセックス、無分別なセックス、売春、強姦あるいは性的暴行の被害に遭って被害者非難を受けるとき、などが挙げられる。

## 定義と特徴
スラット・シェイミングは、社会的に許容される範囲から性的に逸脱した女性たちへの非難であり、社会のなかで許容されうるよりも性的であるような行動、服装、欲求について警告することである。著作家のジェサリン・ケラーは「この用語は、スラットウォークの運動とともに普及したものであり、女性たちや若年女性たちに感情的なつながりを与えると同時に、『スラット』という言葉を彼女たちの力や権限の源として再生させるものとして機能した」と述べている。
スラット・シェイミングをする側は男女を問わない。女性たちや若年女性たちの間では「ふしだらな女性の性的表現を、社会的に許容されうる方法で非難する行為」へと昇華する手段の代替となっている。この用語は、強姦や性的暴行における被害者非難を指す意味でも使われる。これは、その犯罪の原因の一部もしくは全てが、露出度の高い服装を着ていたり性的に露骨な言動をとったりしている被害者の女性の側にある、と言明するもので、それによって加害者を免罪するものである。性的に寛大な個人は、社会的に孤立する危険がある。
スラット・シェイミングは、社会的な刑罰の一手段であり、性差別の一側面である、と考えられている。これに関する社会運動は、フェミニズムの部類に属している。社会運動において性役割が重要な役割を担っているため、これは論争を呼んでいる。スラット・シェイミングは大抵の場合において、女性や若年女性が標的の対象となり、男性や少年は標的の対象とならないことから、この話題は、二重規範と関連する社会問題に光を当てている。高文脈文化を有するアメリカ合衆国では、スラット・シェイミングが頻繁に起こる。高文脈文化を有する社会では、被害者非難を受けやすい。スラット・シェイミングは被害者非難と深い関連をもつ。